# Ágreda

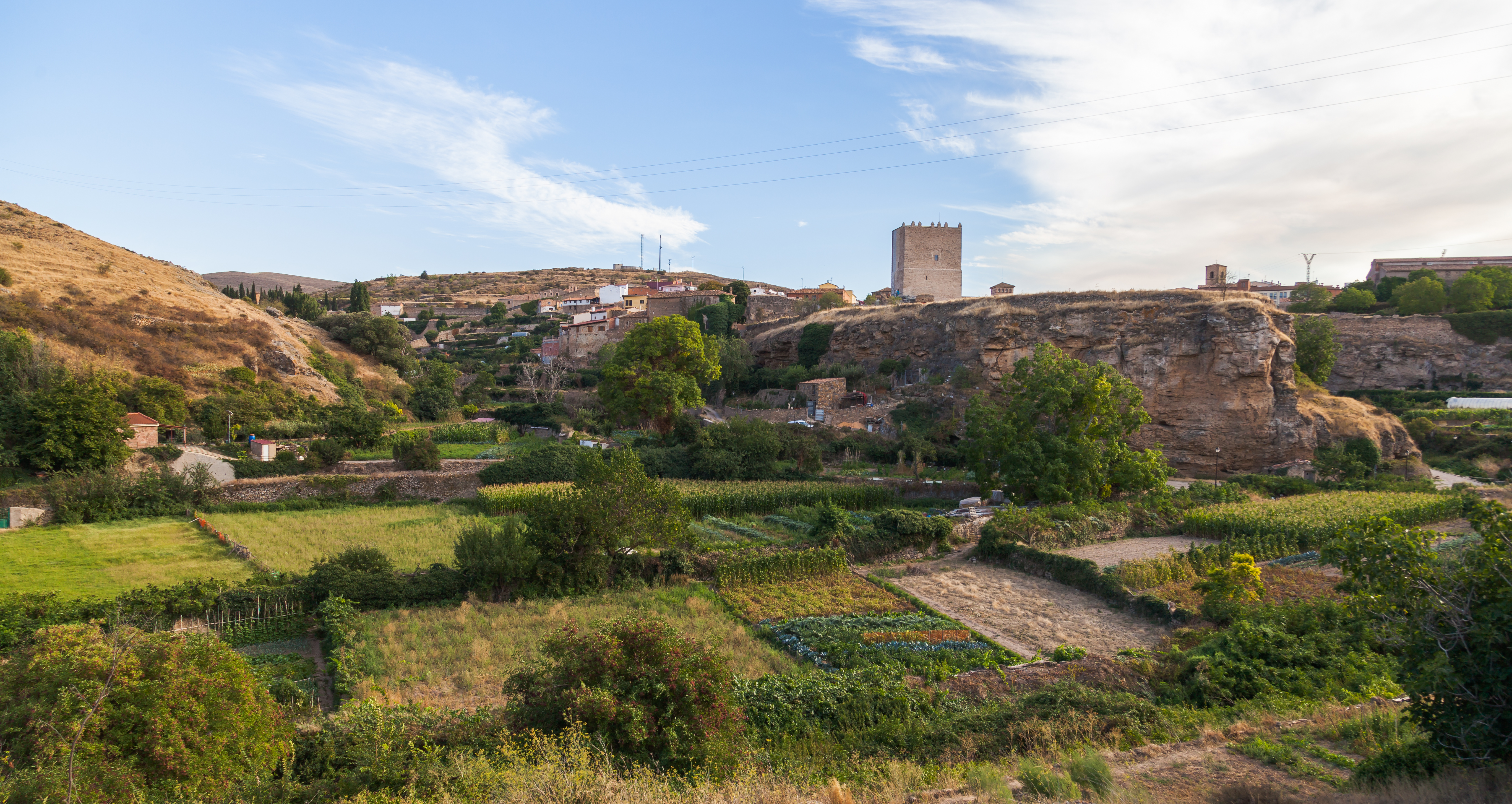
Maurisches Viertel (Barrio Moro)

Ágreda ist eine Kleinstadt und eine spanische Gemeinde (municipio) mit 3.094 Einwohnern (Stand: 2024) in der Provinz Soria der Autonomen Gemeinschaft Kastilien-León. Die Altstadt von Ágreda wurde 1975 als Conjunto histórico-artístico klassifiziert; in Teilen erinnert der Ort an eine Bergoase mit Terrassenfeldern und kleinen Parzellen.

## Lage und Klima
Die Kleinstadt Ágreda liegt an der Straße zwischen Soria und Pamplona im äußersten Norden der Provinz Soria nahe der Grenze zur autonomen Region La Rioja in einer Höhe von circa 930 m. Die Provinzhauptstadt Soria ist circa 50 Kilometer (Fahrtstrecke) in südwestlicher Richtung entfernt. Das Klima ist rau, manchmal auch gemäßigt bis warm; Regen (ca. 555 mm/Jahr) fällt übers Jahr verteilt.

## Bevölkerungsentwicklung
| Jahr      | 1857  | 1900  | 1950  | 2000  | 2017  |
| Einwohner | 3.179 | 3.210 | 3.525 | 3.260 | 2.993 |

Ágreda ist einer von nur wenigen Bergorten der Provinz Soria mit wachsender bzw. nur leicht sinkender Einwohnerzahl.

## Wirtschaft
Ágreda ist das wirtschaftliche und kulturelle Zentrum im hauptsächlich landwirtschaftlich orientierten Nordosten der Provinz Soria. Seit altersher haben sich hier Bauern, Handwerker, Händler und Dienstleister aller Art angesiedelt. Seit den letzten Jahrzehnten des 20. Jahrhunderts spielt der Tourismus eine immer bedeutsamer werdende Rolle im Wirtschaftsleben der Kleinstadt.

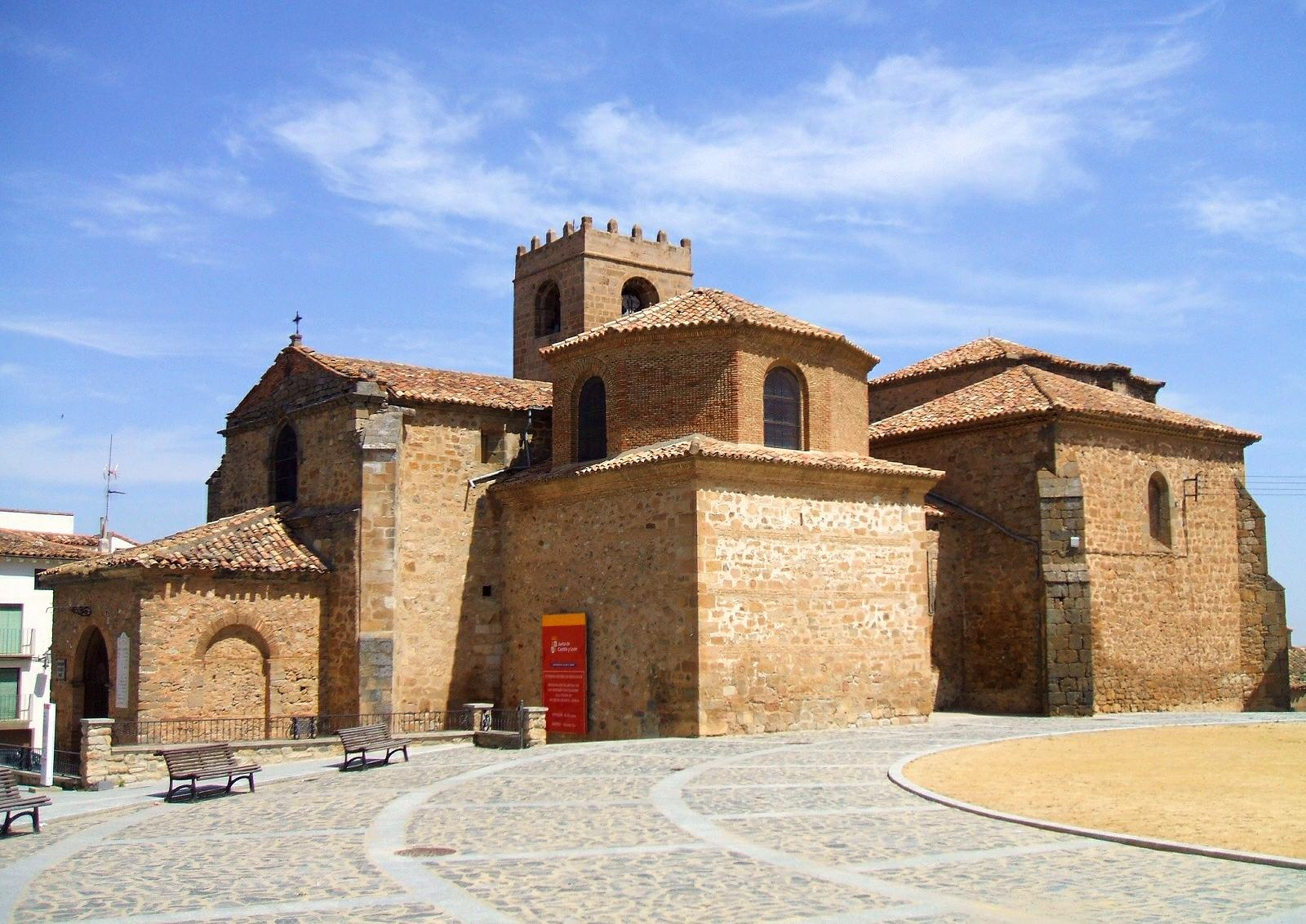
Kirche San Miguel

## Geschichte
Auf dem Gebiet der heutigen Stadt gab es eine keltiberische Siedlung; Römer und Westgoten hinterließen hingegen keine archäologisch verwertbaren Spuren, doch wurden die beim ca. 8 km südwestlich gelegenen Ort Muro de Ágreda gelegenen Mauerreste eindeutig als Römerstadt Augustobriga identifiziert. Im 8. Jahrhundert drangen die Mauren bis in die Region vor; Ágreda wurde ein wichtiges Zentrum islamischer Kultur. Im Jahr 1119 eroberte König Alfons I. von Aragón die Gegend zurück (reconquista), doch im Jahr 1135 wurde sie von Alfons VII. für das Königreich Kastilien erobert. Ágreda gewann an Bedeutung als Grenzstadt zwischen den Königreichen von Kastilien und Aragón sowie als ein wichtiges Zentrum für Kunst und Kunsthandwerk, wo Christen, Muslime und Juden lange Zeit in Frieden lebten, weshalb Ágreda auch als „Stadt der drei Kulturen“ bezeichnet wurde.

## Sehenswürdigkeiten

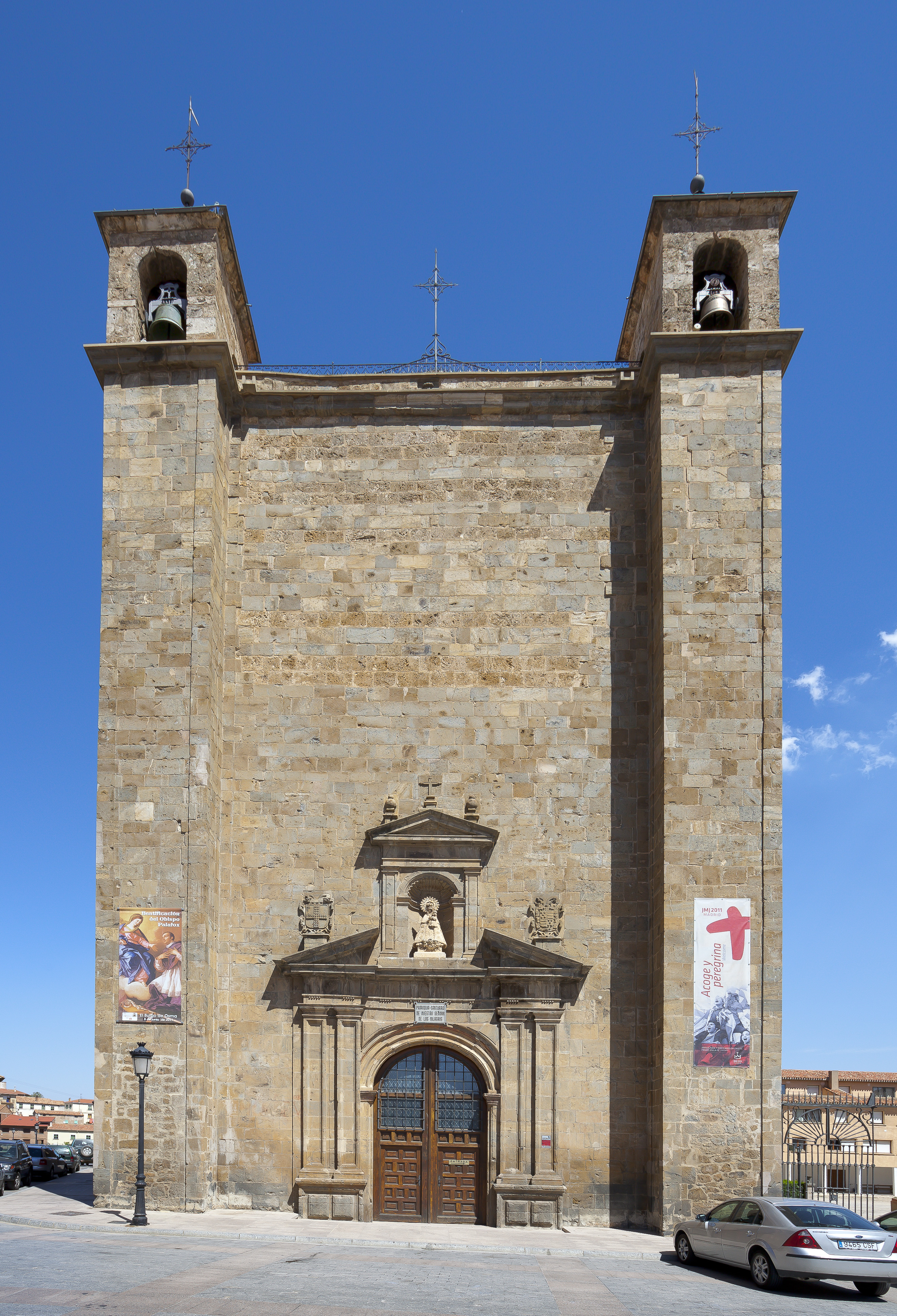
Nuestra Señora de los Milagros

- Maurische Stadtmauer mit Puerta árabe
- Der am Stadtrand stehende „Torreón de la Muela“ stammt noch aus der Zeit des Kalifats (9./10. Jahrhundert); er wurde bereits im Mittelalter verändert und im ausgehenden 20. Jahrhundert teilweise modern neugestaltet.
- Die Kirche San Miguel, erbaut im spätgotischen Stil des 15. Jahrhunderts, ist dem Erzengel Michael geweiht; sie verfügt noch über einen romanischen Turm des 12. Jahrhunderts. Sehenswert ist das platereske Altarretabel aus dem 16. Jahrhundert – eine Auftragsarbeit für den Erzpriester von Ágreda, Garcia Fernández de Carrascón (ca. 1480–1533), dessen imposantes Grabmal sich in einer Seitenkapelle befindet.
- Die Kirche Virgen de la Peña wurde im 12./13. Jahrhundert erbaut und im 16. Jahrhundert um zwei Kapellenanbauten erweitert. Sie beherbergt heute ein Museum für Sakrale Kunst.
- Die Basilika Nuestra Señora de los Milagros wurde im 16. Jahrhundert an der Stelle einer abgerissenen romanischen Kirche neu erbaut. Das Kirchenschiff ist von einem Sterngewölbe im spätgotischen Stil überspannt. Ein romanischer Taufstein stammt noch aus der alten Kirche.
- Das Kloster La Concepción wurde im 18. Jahrhundert gegründet; es beherbergt die Reliquien der María de Jesús.
- Eine kleine romanische Kirche erhebt sich über einer ehemaligen Synagoge.
- Der Palast Los Castejones stammt aus dem 17. Jahrhundert; angeschlossen ist ein schöner Garten.

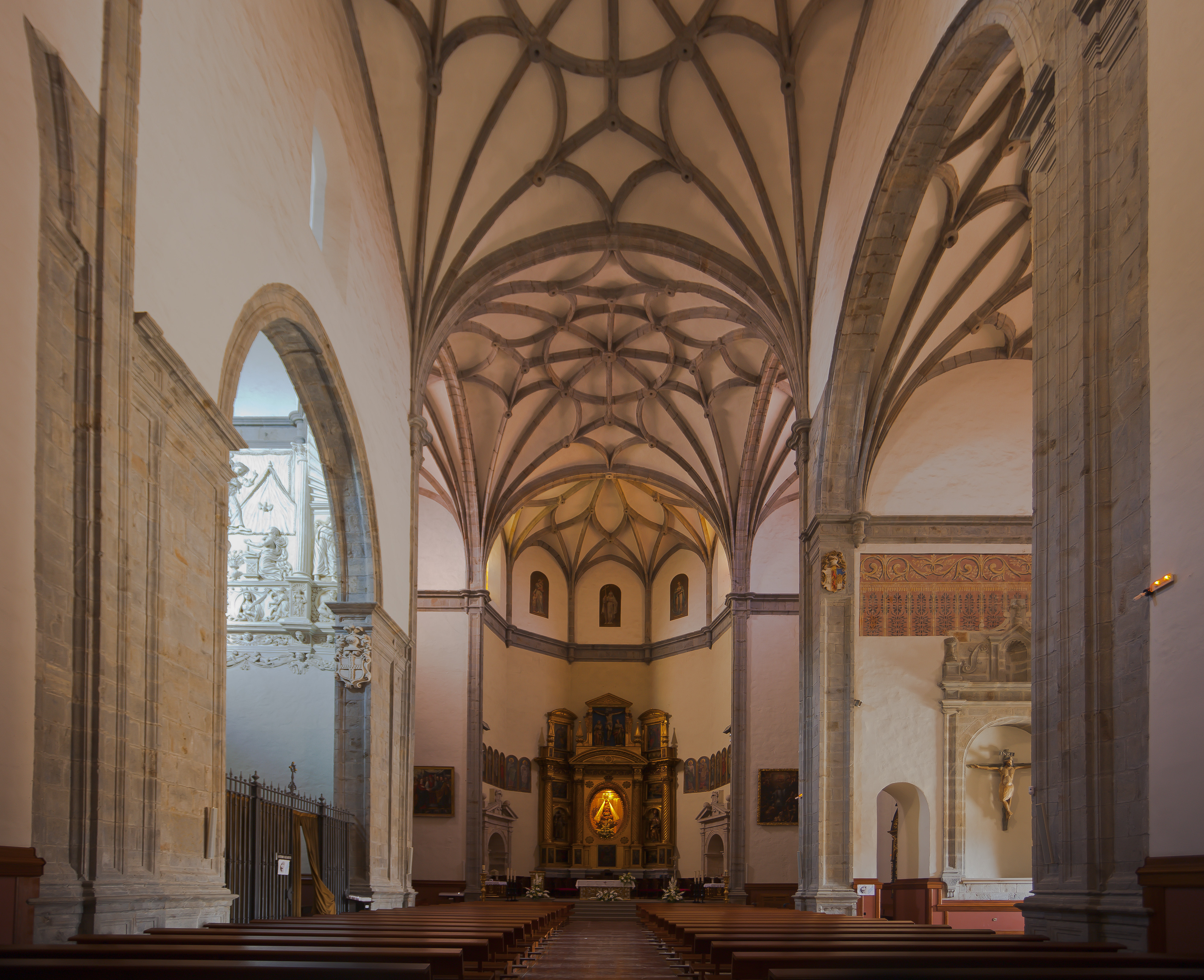
Nuestra Señora de los Milagros
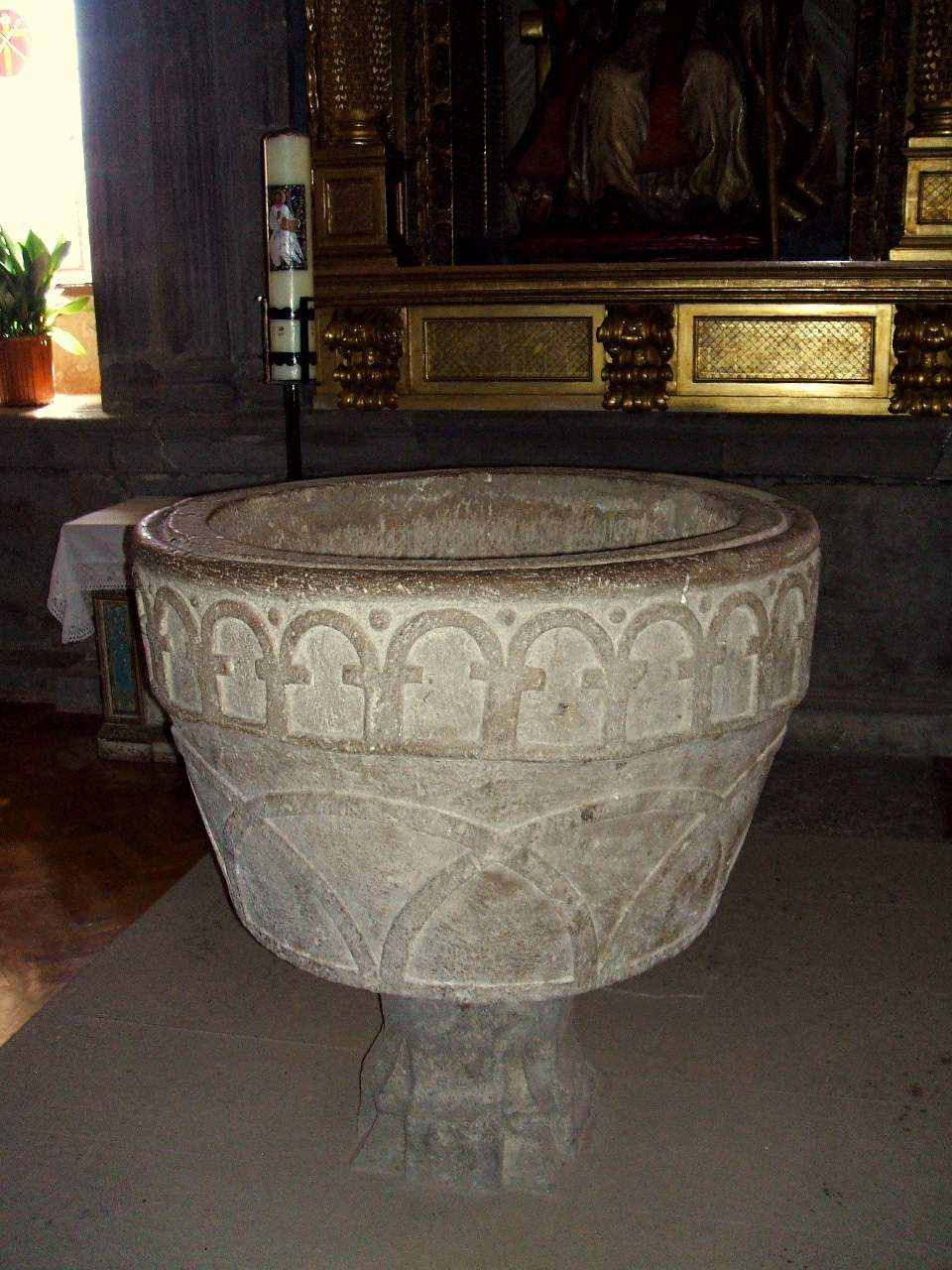
Nuestra Señora de los Milagros, romanischer Taufstein
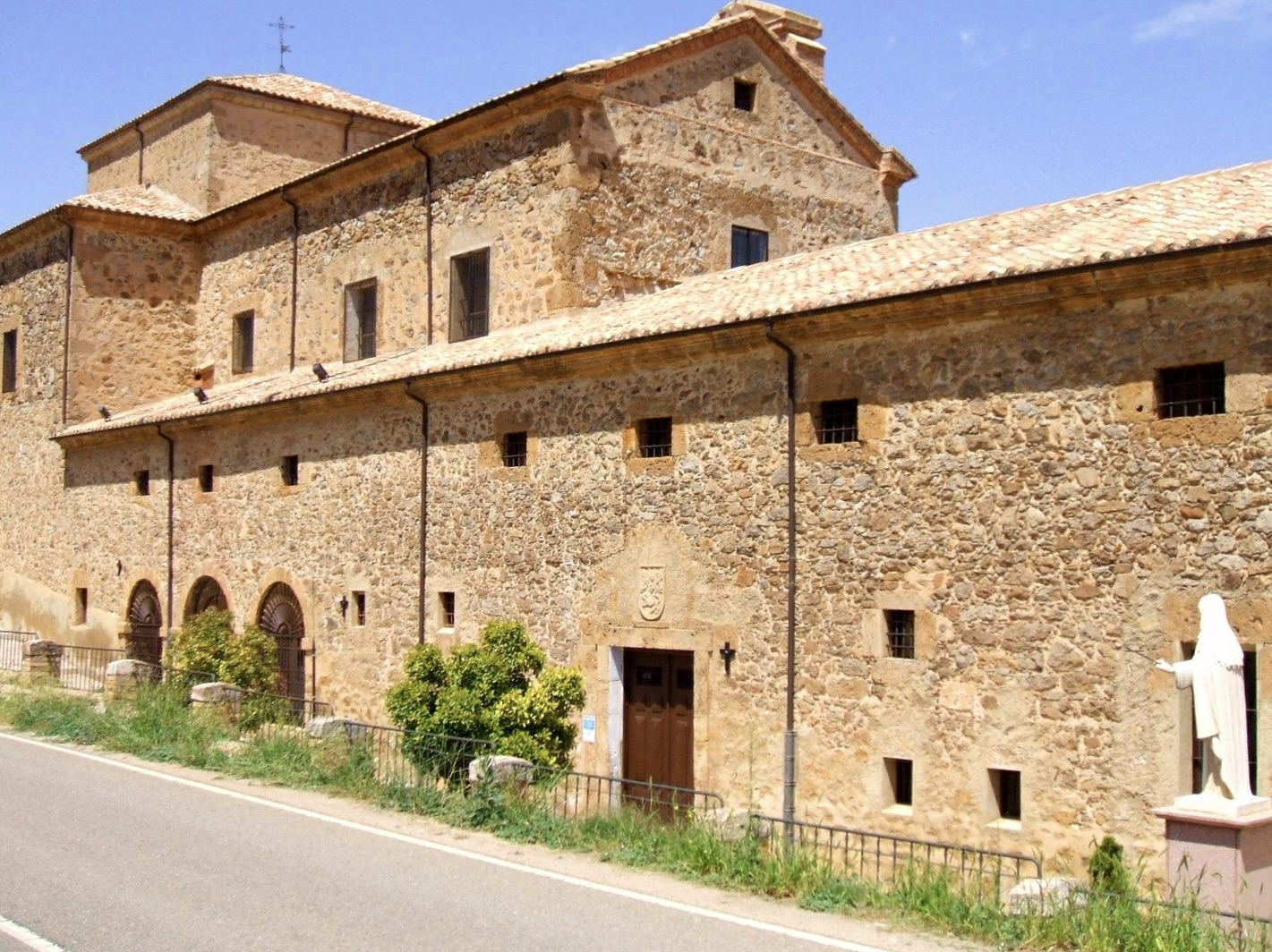
Convento de la Concepcion
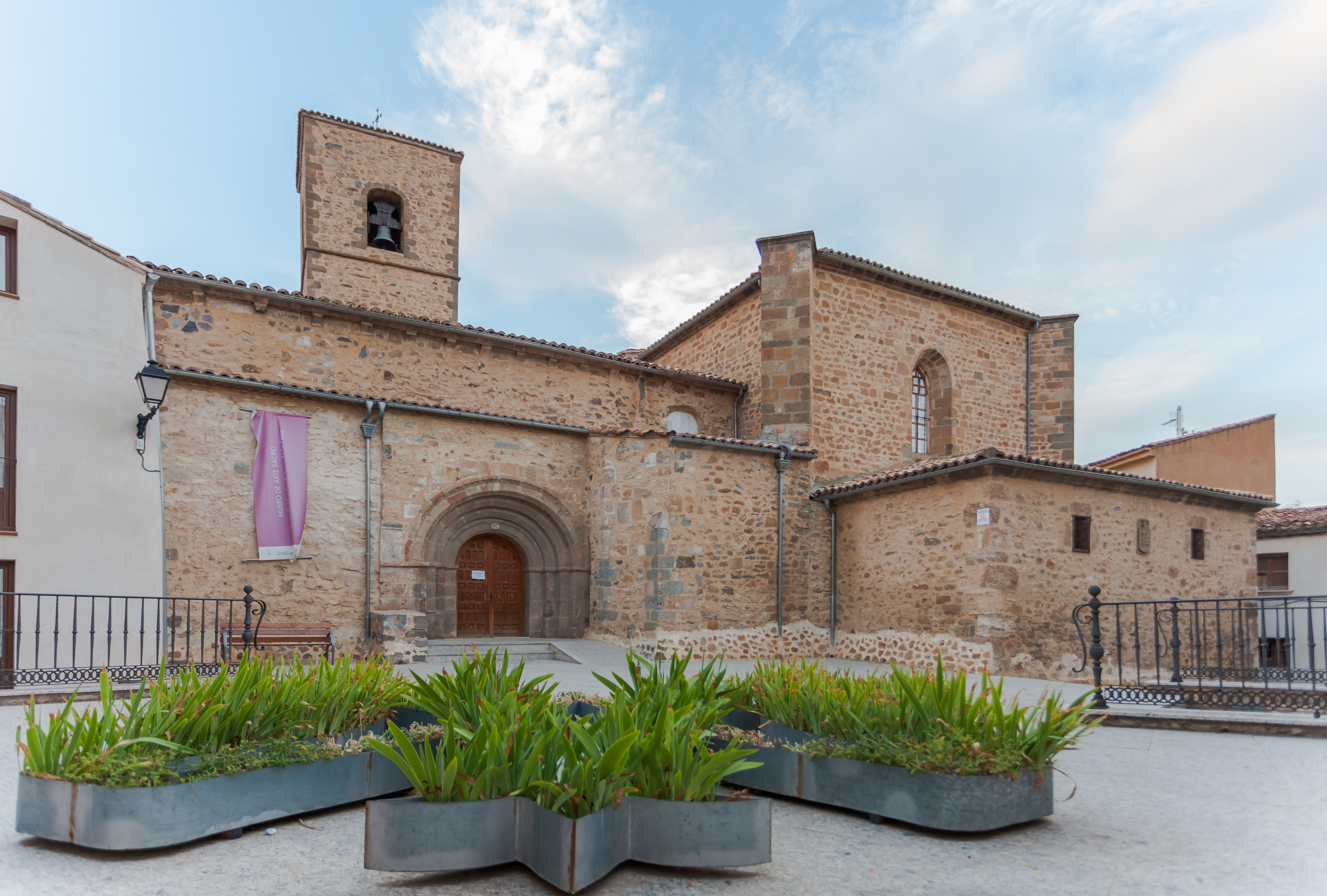
Nuestra Señora de la Peña
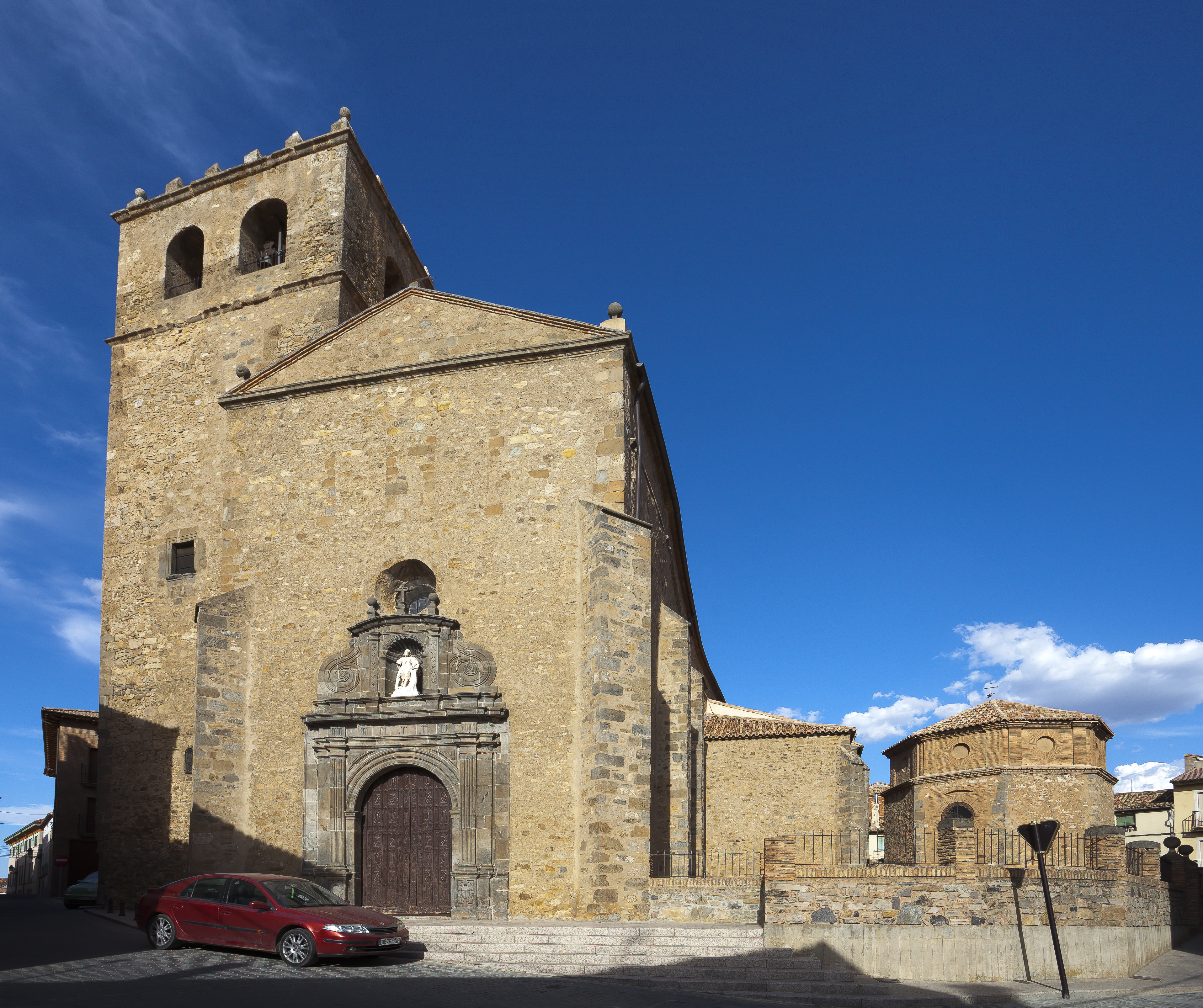
San Juan Bautista
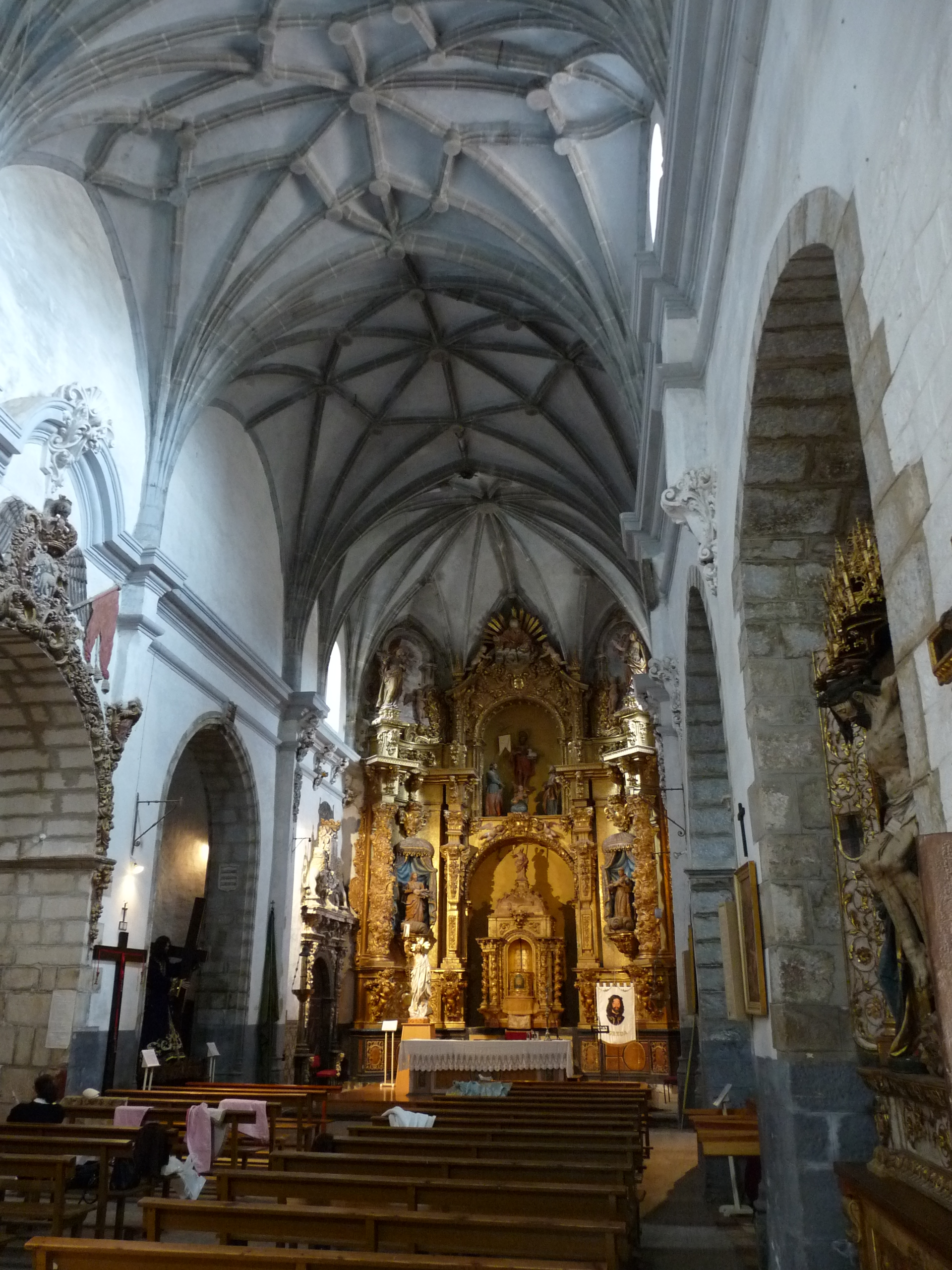
San Juan Bautista, Innenansicht
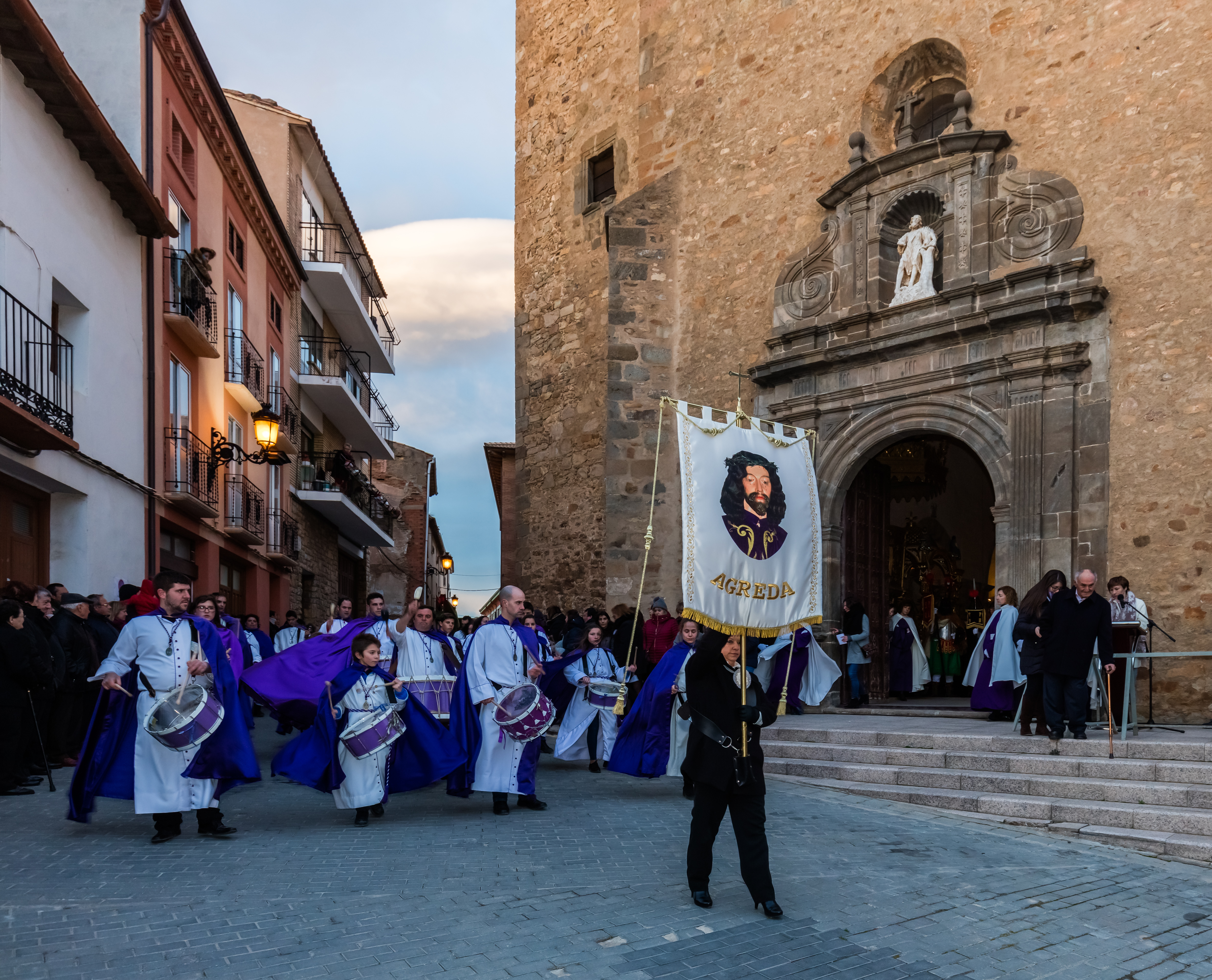
Karwoche in Ágreda

## Persönlichkeiten
- Doktor Don Garcia Fernández de Carrascón (ca. 1480–1533), Priester und Arzt Papst Hadrians VI., Erzpriester von Ágreda, Apostolischer Protonotar, Kämmerer an der Kathedrale von Tarazona und Kanoniker an der Kathedrale von Toledo
- Die Äbtissin Sr. María de Jesús (1602–1665) wurde in Ágreda geboren, wo sie auch ihr ganzes Leben verbrachte. Kurz nach ihrem Tod im Jahr 1665 wurde sie von der katholischen Kirche zur ehrwürdigen Dienerin Gottes erhoben. María de Jesús stand als Beraterin mit König Philipp IV. in lebenslangem Briefkontakt. Über 600 dieser Briefe sind erhalten geblieben.
- Vicente Jiménez Zamora (* 1944), römisch-katholischer Geistlicher, Erzbischof von Saragossa 2014–2020
- María Jesús Ruiz Ruiz (* 1960), ehemalige Bürgermeisterin von Ágreda und Vizepräsidentin der Regierung von Kastilien-León
- Fermín Cacho (* 1969), Leichtathlet und Olympiasieger im 1500-Meter-Lauf in Barcelona 1992